# نادي الصويرة
نادي الصويرة الرياضي هو أحد أندية الدوري العراقي
تأسس عام 1991 يلعب في الدوري العراقي الدرجة الثانية ، مقرة في محافظة واسط.